# Камден (Охајо)
Камден (енгл. Camden) град је у америчкој савезној држави Охајо.

## Демографија
По попису из 2010. године број становника је 2.046, што је 256 (-11,1%) становника мање него 2000. године.
| Група             | 2000.         | 2010.         |
| Белци             | 2.263 (98,3%) | 2.007 (98,1%) |
| Афроамериканци    | 9 (0,4%)      | 2 (0,1%)      |
| Азијати           | 4 (0,2%)      | 1 (0,0%)      |
| Хиспаноамериканци | 11 (0,5%)     | 22 (1,1%)     |
| Укупно            | 2.302         | 2.046         |